# Physaridae
Die Physaridae sind eine von drei Schleimpilz-Familien in der Ordnung der Physarida. Sie umfasst zehn Gattungen. Die Familie ist weltweit verbreitet und enthält rund 140 Arten.

## Merkmale
Das Capillitium ist fast immer kalkhaltig, in der Regel entweder in Gestalt kalkhaltiger röhrenförmiger Strukturen oder als kalkfreie Fäden, die durch Kalkknötchen miteinander verbunden sind. In den Fruchtkörpern findet sich darüber hinaus Kalk in körniger Form.

## Systematik
Die Physaridae wurden 1873 von Józef Tomasz Rostafiński erstbeschrieben. Die Familie umfasst zehn Gattungen mit rund 140 Arten, davon sind rund 100 Arten Vertreter der Gattung Physarum, der größten aller Gattungen der Myxogastria sowie rund 20 Arten der Gattung Badhamia. Zahlreiche der anderen Gattungen der Familie sind monotypisch.
- Familie Physaridae
  - Protophysarum
  - Fuligo
  - Badhamiopsis
  - Leocarpus
  - Physarella
  - Willkommlangea
  - Craterium
  - Erionema
  - Badhamia
  - Physarum

## Nachweise
1. 1 2  Michael J. Dykstra, Harold W. Keller: Mycetozoa In: John J. Lee, G. F. Leedale, P. Bradbury (Hrsg.): An Illustrated Guide to the Protozoa. Band 2. Allen, Lawrence 2000, ISBN 1-891276-23-9, S. 973–977 (englisch).